# Agent reductor
Un reductor és, en una reacció redox, l'element o compost que és capaç d'oxidar-se, és a dir, transferir electrons a un altre element o compost que s'anomena oxidant. L'oxidant, llavors, s'haurà reduït.